# Jonathan Nanizayamo
Jonathan Nanizayamo is een Franse voetballer die speelt voor AFC Tubize als aanvaller. Hij is van Burundese en Congolese afkomst. Hij is de oudere broer van Ange Nanizayamo.

## Clubgeschiedenis

### Jeugdjaren
Nanizayamo speelde in de jeugd voor grote clubs zoals FC Nantes en Stade Rennais. 

### Buitenlandse avonturen
Hij begon zijn carrière op semi-professioneel niveau in de 2de ploeg van Real Sociedad, hier speelde hij 4 seizoenen, van zijn 18de tot zijn 22ste. Hierna ging hij voor 1 seizoen naar de Bulgaarse tweedeklasser FK Vereja. Bij Vereja was hij meestal niet eerste keus. Hierna keerde hij terug naar het land waar hij geboren en getogen werd.

### Terug in Frankrijk & Zuid Korea
Bij Tours FC speelde hij weer niet al te veel matchen. Bij RC Lens had Nanizayamo meer geluk, hier kwam hij in 1 seizoen aan 19 matchen, maar de goals bleven nog steeds uit. Bij Paris FC werd hij een echte vaste waarde, maar veel goals scoren bleef maar uit. Hierna ging hij voor een avontuur in Zuid-Korea, bij Gangwon FC kon hij echter ook niet imponeren. na zijn mislukt avontuur in Zuid-Korea ging Nanizayamo aan de slag bij US Quevilly-Rouen Métropole. Hier scoorde hij 4 goals in 28 matchen, een record in zijn carrière. Zijn contract werd echter niet verlengd waardoor hij 4 maanden zonder club zat. 

### AFC Tubize
In oktober 2019 ging hij aan de slag bij de Belgische derdeklasser AFC Tubize.